# Brachyptère à ventre roux
Brachypteryx hyperythra
Espèce
Statut de conservation UICN

 NT  : Quasi menacé
La Brachyptère à ventre roux (Brachypteryx hyperythra) est une espèce de passereaux de la famille des Muscicapidae.

## Répartition
Son aire dissoute s'étend à travers le Sikkim, l'Inde du Nord-Est, le nord de la Birmanie et le Yunnan.

## Habitat
Son habitat est les forêts et les broussailles humides tropicales et subtropicales.
Cette espèce est menacée par la perte de son habitat.

## Systématique
Les travaux phylogéniques de Sangster et al. (2010) et Zuccon & Ericson (2010) montrent que le placement de cette espèce dans la famille des Turdidae est erroné, et qu'elle appartient en fait à la famille des Muscicapidae.
D'après le Congrès ornithologique international, c'est une espèce monotypique.